# Artur Ivens Ferraz
Artur Ivens Ferraz (Lisboa, 1 de diciembre de 1870 - ídem.16 de enero de 1933) fue un militar y político portugués. Primer ministro de Portugal desde 1929 a 1930.

## Biografía
Descendiente del legendario explorador Roberto Ivens, Ivens Ferraz, inició sus estudios superiores en una escuela politécnica, graduándose de historiador, de ahí decidió entrar a la Escuela Militar, en división de Artillería, destacando y pasando a ser profesor de esta.
Desde 1904 a 1922, Ivens Ferraz, representó a Portugal en diferentes misiones diplomáticas y de defensa.
Al caer la Primera República Portuguesa, Ivens Ferraz, fue nombrado Gobernador Colonial en Mozambique, cargo cual tuvo una efímera existencia.
Ligado a la Dictadura militar anterior al Estado Novo, fue nombrado secretario de colonias y ministro de Finanzas, en el año 1927.
Cercano al régimen, Ivens Ferraz fue nombrado primer ministro de Portugal en 1929, el proceso de su gobierno, extremadamente corto (seis meses), fue de carteras provisionales y de un poco de estabilización, ya que su sucesor duraría dos años en el cargo.
Digno de diversas condecoraciones, tanto en Portugal como en el extranjero, murió en 1933, manteniendo grandes cargos en el ejército.
| Predecesor: José Vicente de Freitas | Primer ministro de Portugal 1929 - 1930 | Sucesor: Domingos da Costa e Oliveira |

- Datos: Q714463
- Multimedia: Artur Ivens Ferraz / Q714463